# 미생물군체학
미생물군체학(Microbiomics)는 특정환경내의 모든 미생물의 유전자의 총체를 분석하는 학문이다. 미생물군체학은 군유전체학(metagenomics)의 한 분야이다. 미생물군체학은 미생물자체뿐만 아니라, 인간, 생태, 동식물에 광범위한 중요성을 가진다. 특히, 인간의 소화기관내에 증식하는 각종 미생물들의 종류와 기능에 따라, 비만, 암, 당뇨 등과 같은 질병에도 영향을 미치므로, 질병의 예방, 진단, 치료에까지 그 중요성이 매우 크다.

## 같이 보기
- 통유전체학
- 유전체학
- 단백체학
- 외유전체학
- 대사체학
- 전사체학
- 군유전체학